# Kyle Pitts
Kyle Anthony Pitts (Filadelfia, Pensilvania, 6 de octubre de 2000) más conocido como Kyle Pitts, apodado Unicorn, es un jugador profesional estadounidense de fútbol americano que se desempeña en la posición de tight end en Atlanta Falcons, equipo de la National Football League (NFL).

## Carrera
Fue seleccionado en la primera ronda en la Reunión Anual de Selección de Jugadores de la NFL de 2021. Hizo su debut profesional con el equipo Atlanta Falcons, donde lleva jugando tres temporadas.